# Autobuss Debesīs (гурт)
Autobuss Debesīs («Автобус у небесах», також використовується англійський варіант назви — Bus in the Sky) — латвійський поп-рок-гурт, що здобув популярність завдяки пісням композитора Імантса Калниньша, батька соліста гурту — Мартса Крістіанса Калниньша.

## Історія

### Створення (1998—2000)
Групу 1998 року створили двоє товаришів по школі — Мартс Крістіанс Калниньш і Емілс Зілбертс, скоро до них приєдналися ще двоє друзів — Ервінгс Знотіньш і Армандс Трейліхс, а потім і гітарист Андрейс Гріммс. У наступному році в колективі з'явився віолончеліст — Карліс Аузанс. У 1999-му вийшов перший альбом групи на касеті «Viņa pastarā diena» («Його останній день») з музикою Імантса Калниньша на вірші Віктора Калниньша. Найпопулярнішою піснею з цього альбому стала композиція «Sitiet bungas» («Бийте в барабани»)".

## Початок (2001—2003)
У 2001 вийшов перший повноформатний альбом гурту «Logs puspavērts» («Напіввідкрите вікно»), що розійшовся тиражем 16 000 примірників. Найпопулярнішими піснями альбому стали «Autobuss Debesīs» і «Ir tikai tveice». В цьому ж році групу покинув гітарист Андрейс Гріммс, замість якого прийшов Андріс Дзеніс.
У 2002 вийшов третій альбом гурту «Domā par mani» і його англійська версія — «Think Of Me». У 2003 Autobuss Debesīs почали самі писати музику і випустили нові пісні.

### Концертний тур з піснями Імантса Калниньша (2004—2007)
У 2004 вийшов четвертий студійний альбом гурту, повністю написаний самими учасниками — «Taureņiem, kaijām un spārēm».
У 2005 Autobuss Debesīs на якийсь час вдаряються в класичну музику і дають більше 20 концертів по всій Латвії. В цьому ж році група мала велике дев'ятимісячне концертне турне в США, також вони відвідали з концертами Європу: Німеччину, Польщу і Фінляндію.
У 2006 вийшов шостий студійний альбом групи під назвою «Par tavām kurpju šņorēm». Найпопулярніший хіт — композиція «Tā pudele».
2007 ознаменувався випуском альбому «Imanta Kalniņa dziesmu spēles», в якому налічувалося 15 треків — фактичних перевидань пісень великого композитора.

### Театр, проекти і ювілей гурту (2009—2014)
У 2009 гурт в повному складі взяв участь у популярному телешоу латвійського телебачення «Dziedi ar zvaigzni» («Заспівай із зіркою»), де соліст Мартс Крістіанс Калниньш виконував композиції спільно з актрисою Веронікою Плотниковою. Виступ гурту, що носив назву «Mīlestības vārds» («Слово любові»), було визнано кращим за оцінками журі.
В цьому ж році колектив взяв участь в постановці рок-опери композитора Імантса Калниньша «Ei, jūs tur» («Гей, ви там»).
15-річний ювілей гурту припав на 2012. Autobuss debesīs відзначили його з великим розмахом, відігравши концерти по всій Латвії.
У 2013 група випустила композицію-сингл на вірші відомого поета Іманта Зієдоніса — «Bez milestības nedzivojiet» («Без любові не живіть»).

## Учасники групи

### Склад групи зараз
- Мартс Крістіанс Калниньш — вокал, клавішні
- Емілс Зілбертс — барабани
- Армандс Трейліхс — бас-гітара
- Карліс Аузанс — віолончель
- Андріс Дзеніс — гітара

### Колишні учасники
- Андрейс Гріммс — гітара
- Ервінгс Знотіньш — клавішні